# Список продуктов Mozilla
Ниже список продуктов Mozilla Foundation/Mozilla Corporation. Все продукты, кроме специальных, кросс-платформенны.

## Клиентские приложения
- SeaMonkey (бывший Mozilla Application Suite) — пакет веб-приложений.
- Mozilla Mail & Newsgroups — компонент электронной почты и новостей.
- Mozilla Composer — HTML-редактор (также см. NVU).
- ChatZilla — IRC-клиент (Существует также в виде дополнения для Mozilla-браузеров).
- Mozilla Calendar — календари (см. Mozilla Sunbird).
- Mozilla Firefox — веб-браузер.
- Mozilla Thunderbird — клиент электронной почты и новостей.
- Lightning — дополнение для Thunderbird.
- Firefox for mobile (Mozilla Fennec) — версия веб-браузера Mozilla Firefox, адаптированная для мобильных телефонов, смартфонов и других мобильных устройств.
- Firefox OS (Boot to Gecko) — операционная система для смартфонов и планшетов на базе Gecko.

## Компоненты
- Gecko — браузерный движок (в Mozilla Firefox поэтапно заменяется на новый браузерный движок Quantum)
- Necko — сетевая библиотека.
- SpiderMonkey — JavaScript-движок, написанный на Си.
- Rhino — JavaScript-движок, написанный на Java.
- DOM Inspector — инспектор для DOM.
- Venkman — отладчик JavaScript.
- Quantum - новый браузерный движок, используется в Mozilla Firefox, начиная с версии 57.

## Средства разработки или проектирования
- Bugzilla — система отслеживания ошибок и пожеланий (багтрекинга) с веб-интерфейсом.
- Bonsai — средство веб-представления CVS-репозитория.
- Tinderbox — средство обнаружения ошибок, позволяющее разработчикам управлять конструкциями программного обеспечения и коррелировать (соотносить) недостатки программных конструкций на различных платформах с конкретными изменениями кода.

## API/Библиотеки
- Netscape Portable Runtime (NSPR) — уровень абстрагирования от платформы, благодаря которому операционные системы выглядят одинаково.
- Personal Security Manager (PSM) — набор библиотек для выполнения криптоопераций на стороне клиентского приложения.
- Network Security Services for Java (JSS) — Java-интерфейс для NSS.
- Network Security Services (NSS) — набор библиотек для поддержки кросс-платформенной разработки безопасных клиентских и серверных приложений.
- Persona — децентрализованная система авторизации на сайтах, основанная на открытом протоколе BrowserID

## Другие средства
- Mozbot — бот для IRC.
- Mstone — мультипротокольное средство измерения нагрузки и производительности.
- Client Customization Kit (CCK) — набор средств в помощь дистрибуторам для подгонки (настройки) и распространения клиента.
- Mozilla Directory SDK — для написания приложений, которые позволяют осуществить доступ, управление и обновление информации, хранящейся в каталоге (директории) LDAP.
- XULRunner - средство запуска приложений, основанных на XUL.

## Технологии
- XUL — язык разметки для создания динамических пользовательских интерфейсов на основе XML.
- XBL — язык разметки для привязки XML-элемента к его характеристикам (поведению).
- XTF — инфраструктура для реализации новых XML-элементов.
- JavaScript — фактически используемый язык клиентских приложений для программирования скриптов, первоначально созданный в Netscape Navigator.
- NPAPI — кросс-платформенная архитектура для плагинов.
- XPCOM — модель компоновки программного обеспечения, похожая на COM.
- XPConnect — связывание между XPCOM и JavaScript.
- XPInstall — формат данных для установки дополнений Mozilla.
- Rust — мультипарадигмальный компилируемый язык программирования.

## Заброшенные проекты
- Mariner — улучшенный движок компоновки, основанный на коде Netscape Communicator.
- ElectricalFire — виртуальная машина Java, использующая JIT-компиляцию.
- Xena (Javagator) — набор коммуникационных программ, переписанный на языке Java.
- Mozilla Grendel — почтовый и новостной клиент, написанный на Java.
- Minimo — браузер для мобильных устройств.
- Mozilla Sunbird - календари
- Mozilla Composer - HTML-редактор (также см. NVU) (разработка независимого приложения остановлена, присутствует, как часть функционала SeaMonkey)